# 산성초등학교 (충남)
산성초등학교는 대한민국 충청남도 서산시 지곡면 산성리에 있었던 공립 초등학교이다.

## 학교 연혁
- 1960년 12월 6일 부성국민학교 산성분교장 개설
- 1962년 10월 1일 산성국민학교로 승격
- 1966년 3월 1일 중왕분교장 설립 인가
- 1968년 3월 1일 우도분교장 설립 인가
- 1985년 3월 1일 분점도교육장 설립 인가
- 1993년 3월 1일 우도분교장이 교육장으로 격하됨
- 1996년 3월 1일 산성초등학교로 개칭
- 1997년 3월 1일 우도분교장 폐교
- 2003년 9월 1일 분점도분교 폐교
- 2007년 3월 1일 부성초등학교로 통폐합

## 설립 과정
산성리, 도성리, 장현리, 연화리 4개 부락은 부성초등학교에서 약5km쯤 떨어진 곳에 위치하고 있어 학생들이 도보로 가려면 1시간이상 소요되어 통학하기에 매우 불편함으로 해서 설립하게 되었다.